# Katalin Oláh
Katalin Oláh (* 6. Juli 1968) ist eine ehemalige ungarische Orientierungsläuferin. Sie gewann 1991 und 1995 die Weltmeisterschaft auf der Langdistanz.
Ihre erste Weltmeisterschaft bestritt Oláh 1985 im australischen Bendigo. Dabei belegte sie im Einzelrennen den 36. Platz und mit der Staffel Platz neun. Auch 1987 und 1989 gelang es ihr noch nicht in die Weltspitze vorzudringen, ehe sie 1991 bei den Weltmeisterschaften in der Tschechoslowakei den Titel auf der Langdistanz gewann. Auf der Kurzdistanz wurde sie Fünfte und mit der ungarischen Staffel, für die neben ihr auch Andrea Horvath, Reka Toth und Ildiko Kovacs liefen, kam sie auf Rang vier. 1993 in West Point kam sie auf der Kurzdistanz auf den siebten Platz. 1995 gelang es ihr schließlich in Detmold, den Langdistanztriumph von 1991 zu wiederholen. Auf der 9,6-km Luftlinie langen Strecke hatte sie beinahe zwei Minuten Vorsprung auf die zeitgleichen Eija Koskivaara aus Finnland und Yvette Hague aus Großbritannien. Sie startete anschließend noch bei den Weltmeisterschaften 1999, 2001 und 2004 sowie bei den Europameisterschaften 2000, konnte aber nicht mehr Platzierungen unter den ersten zehn erreichen.
Oláh gilt zusammen mit Sarolta Monspart als die beste Orientierungsläuferin Ungarns. Zwischen 1985 und 2004 wurde Oláh 14 Mal zur Orientierungsläuferin des Jahres in Ungarn ausgezeichnet. Außerdem gewann sie zahlreiche nationale Meisterschaften.

## Platzierungen
| Weltmeisterschaften  | Sprint | Mittel | Lang | Staffel |
| -------------------- | ------ | ------ | ---- | ------- |
| 1985 Bendigo         |        |        | 36.  | 9.      |
| 1987 Gerardmer       |        |        | 27.  | 10.     |
| 1989 Skövde          |        |        | 46.  | 6.      |
| 1991 Marianske Lazne |        | 5.     | 1.   | 4.      |
| 1993 West Point      |        | 7.     | 46.  | 7.      |
| 1995 Detmold         |        | 11.    | 1.   | 7.      |
| 1999 Inverness       |        |        | dsq  |         |
| 2001 Tampere         |        | 58.    | 18.  | 14.     |
| 2004 Västerås        |        | nq     | 16.  | 19.     |

| Europameisterschaften | Sprint | Mittel | Lang | Staffel |
| --------------------- | ------ | ------ | ---- | ------- |
| 2000 Truskawez        |        | 17.    | 11.  |         |

| Gesamt-Weltcup | Gesamt-Weltcup |
| -------------- | -------------- |
| 1988           | 23.            |
| 1990           | 21.            |
| 1992           | 46.            |
| 1994           | 31.            |
| 2000           | 20.            |
| 2004           | 65.            |